# Matthias Ward

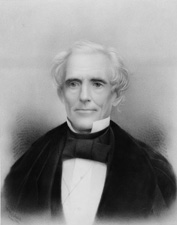
Matthias Ward

Matthias Ward (* 13. Oktober 1805 im Elbert County, Georgia; † 5. Oktober 1861 in Raleigh, North Carolina) war ein US-amerikanischer Politiker.

## Leben
Matthias Ward wuchs im Madison County (Alabama) auf, wo er in Huntsville das College absolvierte. Nachdem er zwei Jahre als Lehrer gearbeitet hatte, studierte er die Rechtswissenschaften. Im Jahr 1836 zog er nach Texas und ließ sich zunächst in Montague County nieder, ehe er 1845 in Clarksville im Red River County seine neue Heimat fand.

## Politische Karriere
Ward diente einige Jahre im Kongress der Republik Texas und wurde 1849 als Demokrat für eine Amtszeit in den Senat von Texas gewählt. Die frühen 1850er Jahre waren von einer Reihe von Misserfolgen gekennzeichnet. So kandidierte Ward 1851 für das Amt des Vizegouverneurs von Texas und im Jahr 1855 für einen Sitz im US-Repräsentantenhaus; beide Male jedoch musste er eine Wahlniederlage hinnehmen.
Ward galt dennoch als populärer Demokrat, der 1852 seine Partei auf dem Parteitag von Baltimore und 1856 auf jenem in Cincinnati vertrat. Außerdem wurde er 1856 zum Parteichef der Texanischen Demokraten ernannt.
Nach dem Tod von US-Senator James Pinckney Henderson im Juni 1858 wurde Ward zu dessen Nachfolger bestimmt und amtierte vom 27. September 1858 bis zum 5. Dezember 1859. Eine erneute Kandidatur für das Amt des US-Senators war erfolglos.

## Spätes Leben
Matthias Ward starb zwei Jahre nach seinem Ausscheiden aus dem Senat in Raleigh. Sein Grab befindet sich in Nashville, Tennessee. Obgleich über Wards Privatleben nichts bekannt ist, weiß man doch, dass er Mitglied der Freimaurer gewesen war.